# Весь Львів
Весь ЛьвівТМ — щорічний рекламний адресно-телефонний атлас-довідник. Видання випускається з 2000 року видавництвом ТзОВ Арт-Прес ЛТД на замовлення рекламної компанії Золоті скарби України. Довідник виходить двома мовами: українською та англійською.

## Зміст довідника

### Телефони та адреси
Телефонний довідник містить:
- телефонні номери першої необхідності, аварійних, довідкових, спеціальних служб;
- коди автоматичного міжміського телефонного зв'язку України,
- коди міжнародного зв'язку з країнами СНД;
- коди міжнародного зв'язку з країнами світу;

Адресно-телефонна частина також довідника містить:
- Центральні органи влади та управління

- Дипломатична представництва України за кордоном;
- Іноземні дипломатичні представництва в Україні;
- Митниці.

- Обласні та міські органи влади та самоврядування;
- Адміністративні органи влади, державних установ та правоохоронних органів у районних центрах та містах обласного підпорядкування;
- Фірми, установи, організації.

### Географія
Окрім цього тут надрукований повний список вулиць, площ, проспектів Львова з відповідними їх позначеннями на мапі-схемі, що також надрукована у атласі-довіднику.

### Транспорт
У довіднику зазначені усі маршрути міського транспорту (автобусні, тролейбусні та трамвайні маршрути), а також приміські, міжміські та міжнародні автосполучення Львівської області (Головний Автовокзал, Автостанція № 2, Автостанція № 8).